# Station Noord (Efteling)
Station Noord, ook bekend onder Station Café-Restaurant, is een voormalig treinstation in het Nederlandse attractiepark de Efteling. Het station was onderdeel van de Efteling Stoomtrein Maatschappij.
Het station opende in 1968, gelijktijdig met Station Sprookjesbos, en sloot in 1984. Samen met Station Sprookjesbos was Station Noord de eerste stations van de Efteling.

## Locatie
Het treinstation lag in het huidig themagebied Reizenrijk, gelegen waar het Kleuterhof te vinden is. 

## Geschiedenis
In 1984 werd het spoor uitgebreid en een gesloten treincircuit aangelegd. Station Noord werd overbodig. In eerste instantie bleef het station op de plattegrond staan en werd het in 1985 geheel opgeknapt. Enkele weken na erna werd het perron vernield door een storm. Erna werd besloten het perron niet meer op te bouwen.
Lijst van attracties in de Efteling · Lijst van sprookjes in de Efteling · Afbeeldingen